# Megachile pruina
Megachile pruina är en biart som beskrevs av Smith 1853. Megachile pruina ingår i släktet tapetserarbin, och familjen buksamlarbin. Inga underarter finns listade i Catalogue of Life.